# OR10J3
OR10J3 (англ. Olfactory receptor family 10 subfamily J member 3) – білок, який кодується однойменним геном, розташованим у людей на короткому плечі 1-ї хромосоми.  Довжина поліпептидного ланцюга білка становить 329 амінокислот, а молекулярна маса — 36 549.
| 10         |  | 20         |  | 30         |  | 40         |  | 50         |
| ---------- |  | ---------- |  | ---------- |  | ---------- |  | ---------- |
| MPKLNSTFVT |  | EFLFEGFSSF |  | RRQHKLVFFV |  | VFLTLYLLTL |  | SGNVIIMTII |
| RLDHHLHTPM |  | YFFLCMLSIS |  | ETCYTVAIIP |  | HMLSGLLNPH |  | QPIATQSCAT |
| QLFFYLTFGI |  | NNCFLLTVMG |  | YDRYVAICNP |  | LRYSVIMGKR |  | ACIQLASGSL |
| GIGLGMAIVQ |  | VTSVFGLPFC |  | DAFVISHFFC |  | DVRHLLKLAC |  | TDTTVNEIIN |
| FVVSVCVLVL |  | PMGLVFISYV |  | LIISTILKIA |  | SAEGQKKAFA |  | TCASHLTVVI |
| IHYGCASIIY |  | LKPKSQSSLG |  | QDRLISVTYT |  | HHSPTEPCCV |  | QPEEQGGQRC |
| SAQSRGAKNS |  | VSLMKRGCEG |  | FSFAFINMY  |  |            |  |            |

A: Аланін

C: Цистеїн

D: Аспарагінова кислота

E: Глутамінова кислота

F: Фенілаланін

G: Гліцин

H: Гістидин

I: Ізолейцин

K: Лізин

L: Лейцин

M: Метіонін

N: Аспарагін

P: Пролін

Q: Глутамін

R: Аргінін

S: Серин

T: Треонін

V: Валін

Кодований геном білок за функціями належить до рецепторів, g-білокспряжених рецепторів, білків внутрішньоклітинного сигналінгу. 
Задіяний у такому біологічному процесі як поліморфізм. 
Локалізований у клітинній мембрані, мембрані.